# Josef Drčka
Josef Drčka (14. srpna 1913 Tuřany – 13. července 1941 záliv Luce ve Skotsku) byl český příslušník Royal Air Force v období druhé světové války.

## Život

### Před druhou světovou válkou
Josef Drčka se narodil 14. srpna 1913 v Tuřanech u Brna v rodině tesaře Josefa Drčky a Marie, rozené Švandové. V rodných Tuřanech, které se v roce 1919 staly brněnskou městskou částí, vychodil obecnou a měšťanskou školu, mezi lety 1927 a 1929 absolvoval pokračovací školu v Brně, kde se vyučil zedníkem. Jako zedník i pracoval, v roce 1934 nastoupil prezenční vojenskou službu u dělostřeleckého pluku 152 v Olomouci, kde se rozhodl zůstat u armády jako voják z povolání. Následně sloužil u stejného pluku v Brně, v roce 1938 působil jako člen stavebního dozoru při výstavbě Československého opevnění ve Slezsku. Mobilizaci na podzim téhož roku absolvoval u svého mateřského pluku.

### Druhá světová válka
Po německé okupaci v březnu 1939 odešel Josef Drčka do civilu. Na jaře 1940 ilegálně opustil Protektorát Čechy a Morava a přes Slovensko, Maďarsko, Jugoslávii, Řecko, Turecko a Bejrút se dostal do Francie, kde byl 6. května v Agde prezentován u zde vznikající československé zahraniční jednotky. Do bitvy o Francii nezasáhl a po jejím pádu se v červenci 1940 evakuoval přes Gibraltar do Velké Británie. Přihlásil se do Royal Air Force, kam byl v září téhož roku přijat. Absolvoval kurzy radiotelgrafisty a střelecké, bylo plánováno jeho zařazení k 311. československé bombardovací peruti, ale k tomu již nedošlo. Dne 13. července 1941 měl za úkol společně s Františkem Dunděrou za úkol cvičit střelbu za letu ve stroji Fairey Battle Mk. I. (N2024) řízeném sgt. Welsem. Během letu se stroj z neznámé  příčiny vzňal, pilot se zachránil na padáku, oba Češi ale zahynuli ve vodách zálivu Luce. Po čase moře vydalo pouze tělo Františka Dunděry, tělo Josefa Drčky se nikdy nenašlo.

## Posmrtná ocenění
- Josef Drčka byl v roce 1991 in memoriam povýšen do hodnosti majora
- Po Josefu Drčkovi byla v roce 1997 pojmenována jedna z ulic v brněnské Líšni[1]